# Selasphorus
A Selasphorus  a madarak osztályának sarlósfecske-alakúak (Apodiformes)  rendjébe és a kolibrifélék (Trochilidae) családjába tartozó nem.

## Rendszerezésük
A nemet William John, 1832-ben, az alábbi fajok tartoznak ide:
- szélesfarkú kolibri (Selasphorus platycercus)
- vörhenyes kolibri (Selasphorus rufus)
- rubinbegyű kolibri (Selasphorus calliope[1] vagy Stellula calliope)[2]
- Allen-kolibri (Selasphorus sasin)
- vulkánkolibri (Selasphorus flammula)
- Selasphorus scintilla
- Selasphorus ardens

## Előfordulásuk
Az Észak-Amerika és Közép-Amerika területére honosak. A természetes élőhelye erdők, cserjések és füves puszták.

## Megjelenésük
Testhossza 6,5-10 centiméter közötti.